# Gonzalo Nieto
Gonzalo Nieto (siglo XVI) fue un conquistador español, nacido en la villa de Cantalapiedra, Salamanca, que participó en la conquista de Yucatán con Francisco de Montejo, el adelantado, y también con su hijo, Francisco de Montejo el Mozo. Participó asimismo en la conquista de Tabasco. Fue alférez mayor de Montejo.

## Datos biográficos
Perteneció a una familia de hijosdalgo según probanza que se hizo en su villa natal. Se incorporó al ejército de el Adelantado en la isla de Santo Domingo cuando éste reclutó hombres y adquirió caballos y suministros en preparación a la conquista de la península de Yucatán. Antes había estado con las armas reales en la victoria de Villalar, pasando después al nuevo mundo en donde colaboró con Luis Ponce de León en la Nueva España y en la Florida con Lucas Vázquez de Ayllón. En el propio Santo Domingo, donde se incorporó a las huestes de Montejo, participó en campañas contra los nativos.
Cuando Montejo, en 1527, inició la segunda campaña en la península, fue Nieto, según Fray Diego de Landa, quien levantó el pendón español al grito de ¡España viva! al momento de fundar Salamanca de Xelhá, dando poco después inicio a las hostilidades de la guerra de conquista en Yucatán. Él mismo también contribuyó a sortear la situación grave que padecieron los españoles por los rigores del clima, enfermedades y falta de avituallamientos cuando estuvieron paralizados en Salamanca de Xelhá en esos difíciles primeros días en la costa oriental de Yucatán.
Más tarde, cuando la Real Audiencia de México designó a Montejo alcalde mayor de Tabasco, para que desde ahí le fuera más fácil la conquista de Yucatán, Nieto fue comisionado para servir de consejero de Francisco de Montejo el Mozo a quien fue dado el título de teniente de gobernador, capitán general y repartidor de indios. También se le encomendó la tarea de ir a buscar a Alonso de Ávila que se había quedado en Salamanca de Xelhá, para avisarle del cambio de planes para la conquista de la península en el sentido de hacerla a partir de entonces desde la costa occidental.
Gonzalo Nieto después fue nombrado teniente de gobernador de Salamanca de Campeche, cuando el adelantado fue al norte en busca de su hijo que estaba siendo acosado por los indígenas mayas mientras trataba de establecer Ciudad Real en la vieja Chichén Itzá. Esto sucedió cuando los españoles tuvieron la pretensión (fallida) de hacer de ese sitio, ubicado en la jurisdicción de los cupules, la capital de la provincia. 
En 1548, por medio de un decreto de la Real Audiencia de los Confines se separó a Tabasco de la jurisdicción de Montejo. Nieto, quien era teniente de gobernador, se negó inicialmente a proclamar dicho decreto y anunció al cabildo su intención de seguir reconociendo la autoridad de el Adelantado, cosa que no sirvió de mucho ya que al muy poco tiempo Montejo perdió el poder sobre la región y él y sus segudores tuvieron que irse a Campeche.